# Bleach03
Bleach03 fue un grupo de rock japonés, fundado en Okinawa en 1998 y compuesto por tres chicas: Kanna (guitarra), Miya (bajo) y Sayuri (batería). El grupo es conocido en el mercado musical japonés simplemente como Bleach, pero en el mercado internacional tuvieron que cambiarlo por cuestiones legales, ya que existen otras bandas con ese mismo nombre. En un principio se hicieron llamar Bleachmobile, para decantarse finalmente por el de Bleach03.

## Discografía
Sencillos
- [2000.07.07] Otokoichokusen (A Man's Way)
- [2001.11.11] Furueru Hana (Trembling Flower)
- [2003.10.10] Canary Teikoku no Gyakushuu (Canary Empire Strikes Back)

Miniálbumes
- [2001.07.07] Odoru Kubi

Álbumes
- [2000.11.11] Kibaku-Zai (Triggering Device) RP-002
- [2001.12.12] Hadaka no Joō (Queen Of Nudity)
- [2003.08.05] Three Girls From Okinawa (UK release of Hadaka no Joō)
- [2003.12.12] Bleach (Released in the US as Bleach 03 [2005.09.06])
- [2006.05.05] Migi Mo Hidari Mo Shihai Suru Atama Wa Kyou Mo Niku O Kui Yodare (Again, The Head, Which Controls Both Right And Left, Slobbers The Meat)
- [2008.06.06] Kien (High Spirits)